# Reinhold Miller

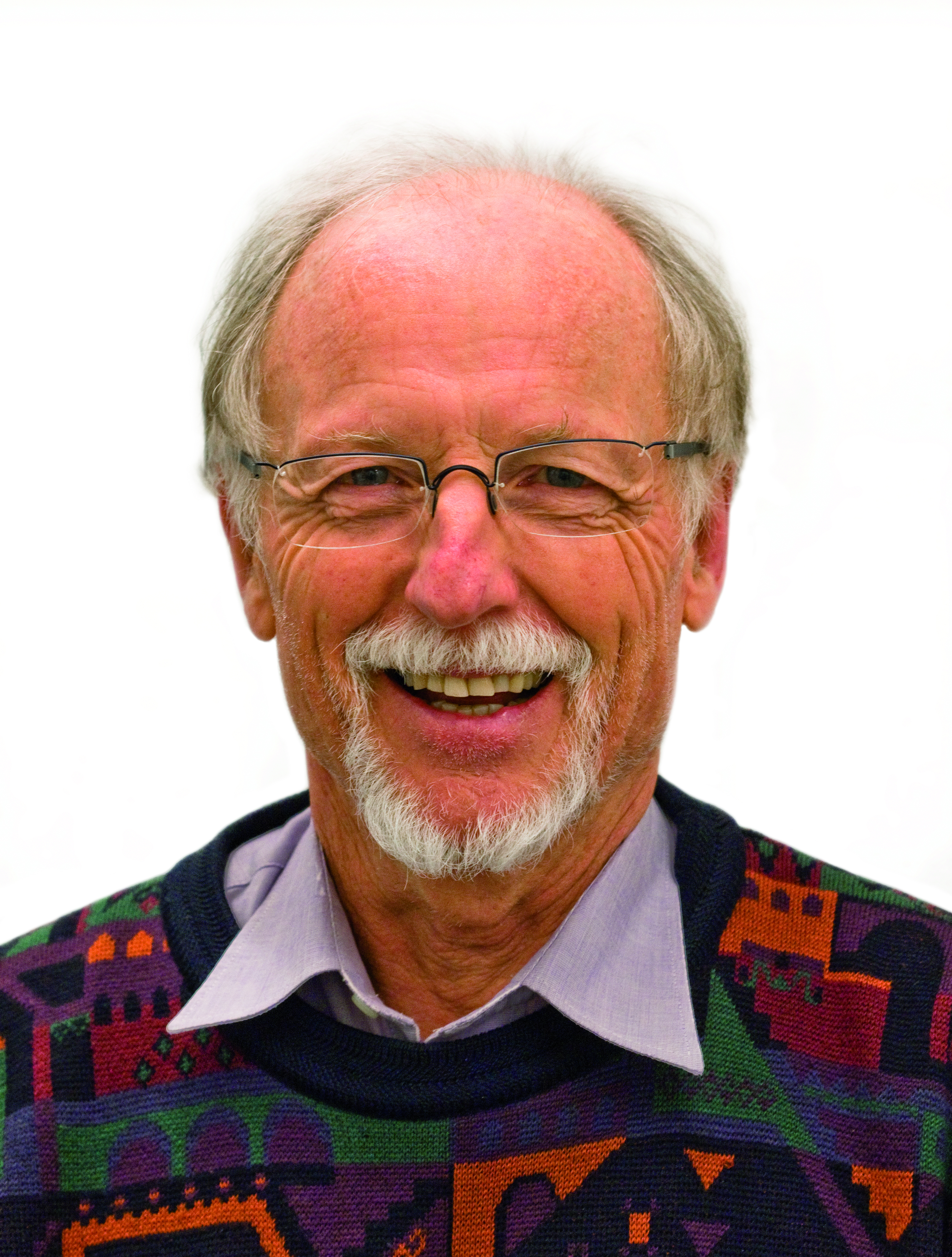
Reinhold Miller (2013)

Reinhold Miller (* 1943 in Altötting) ist ein deutscher Pädagoge und Autor.

## Werdegang
Miller studierte Philosophie, Theologie, Pädagogik und Psychologie in München, Tübingen und Heidelberg und promovierte 1993 zum Dr. päd. mit der Dissertation Ausserschulische und schulische Veränderungen: Konsequenzen für Erziehung, Unterricht und Lehrerfortbildung. Er arbeitete 15 Jahre als Grund- und Hauptschullehrer und war als pädagogischer Mitarbeiter im Referat Lehrerfortbildung des baden-württembergischen Kultusministeriums tätig. Daneben schrieb er verschiedene Ratgeber für Lehrende. Er lebt in Wiesloch.

## Bibliografie (Auswahl)
- Sich in der Schule wohlfühlen : Wege für Lehrerinnen und Lehrer zur Entlastung im Schulalltag. 5. Auflage. Beltz, Weinheim 1992, ISBN 3-407-25116-5.
- Schilf-Wanderung : Wegweiser für die praktische Arbeit in der schulinternen Lehrerfortbildung. 3. Auflage. Beltz, Weinheim 1992, ISBN 3-407-25126-2.
- Lehrer lernen : ein pädagogisches Arbeitsbuch für Lehreranwärter, Referendare, Lehrer und Lehrergruppen. 5., überarbeitete Auflage. Beltz, Weinheim 1993, ISBN 3-407-25093-2.
- Schul-Labyrinth : Gedanken-Gänge, Anstösse, Aus-Wege ; Hilfen im Umgang mit Veränderungen. Beltz, Weinheim 1993, ISBN 3-407-25147-5.
- „Das ist ja wieder typisch“ : Kommunikation und Dialog in Schule und Schulverwaltung ; 25 Trainingsbausteine.  2., korrigierte Auflage, Beltz, Weinheim 1997, ISBN 3-407-62355-0.
- „Halt's Maul, du dumme Sau!“ : Schritte zum fairen Gespräch. AOL, Lichtenau 1999, ISBN 3-89111-017-0.
- 99 Schritte zum professionellen Lehrer : Erfahrungen – Impulse – Empfehlungen. Kallmeyer, Seelze 2004, ISBN 3-7800-4938-4.
- Fit im Lehrberuf : Informationen – Reflexionen – Übungen ; ein Arbeitsbuch. Schulwerkstatt, Karlsruhe 2014, ISBN 978-3-940257-44-4.
- Pädagogische Beziehungsgestaltung: 60 Reflexionskarten. Beltz, Weinheim 2017, ISBN 978-3-407-63016-2.
- Als Lehrer Souverän sein. Von der Hilflosigkeit zur Autonomie. 2. Auflage. Beltz, Weinheim 2017, ISBN 978-3-407-63055-1.
- Beziehungsdidaktik. 5. Auflage. Beltz Weinheim 2011, ISBN 978-3-407-25545-7.
- Beziehungstraining. 50 Übungseinheiten für die Schulpraxis. 5. Auflage. Beltz, Weinheim 2015, ISBN 978-3-407-62939-5.
- Selbst-Coaching für Schulleiterinnen und Schulleiter. 3. Auflage. Beltz, Weinheim 2010, ISBN 978-3-407-25553-2.
- Frei von Erziehung, reich an Beziehung. Plädoyer für ein neues Miteinander. Freiburg 2013, ISBN 978-3-86226-238-0.
- Sexualität als Sein, Kommunikation, Gewalt. Books on Demand, Norderstedt 2022, ISBN 978-3-7562-8929-5.
- Das kranke Schulsystem und seine Gesundung. Books on Demand, Norderstedt 2022, ISBN 978-3-7568-4817-1.